# A Hero's Death
Albums de Fontaines D.C.
Dogrel
(2019) Skinty Fia
(2022)
A Hero's Death est le deuxième album du groupe du groupe de rock irlandais Fontaines D.C., paru en 2020.
Sorti moins de 18 mois après le premier album du groupe, Dogrel, l'album se distingue de ce dernier par des sonorités psychédéliques plus prononcées, inspirées notamment par les Beach Boys. L'album fut acclamé par la critique, recevant notamment une nomination aux Grammy Awards dans la catégorie du meilleur album rock.

## Titre et pochette
Selon le chanteur Grian Chatten, le titre fut inspiré par une réplique tirée d'une pièce de théâtre de l'écrivain irlandais Brendan Behan, dans « un effort d'équilibrer sincérité et insincérité, mais s'agissant plus largement d'une bataille entre la joie et la dépression, et les problèmes de confiance qui peuvent survenir alors lié aux deux sentiments »,.
La pochette montre une statue de la légende irlandaise Cúchulainn. L'œuvre est intitulée The Dying Cúchulainn et est de Oliver Sheppard.

## Liste des titres
| 1.    | I Don't Belong         | 4:31 |
| 2.    | Love Is The Main Thing | 3:53 |
| 3.    | Televised Mind         | 4:10 |
| 4.    | A Lucid Dream          | 3:53 |
| 5.    | You Said               | 4:36 |
| 6.    | Oh, Such A Spring      | 2:32 |
| 7.    | A Hero's Death         | 4:18 |
| 8.    | Living In America      | 4:56 |
| 9.    | I Was Not Born         | 3:50 |
| 10.   | Sunny                  | 4:52 |
| 11.   | No                     | 5:08 |
| 46:33 |                        |      |

## Crédits
- Grian Chatten – chant principal, tambourin
- Carlos O'Connell – guitare , chœurs
- Conor Curley – guitare, piano, chœurs
- Conor Deegan – guitare basse, guitare, chœurs
- Tom Coll – batterie, percussions, guitare